# XPQ-15靶機
Culver XPQ-15（也稱為XTD3C-1）是卡爾弗飛機公司在二戰後期開發的靶機。

## 發展
XPQ-15是一架採用傳統設計的低翼單翼飛機。於1943年開始研發。
1945年美國陸軍航空軍接收四架XPQ-15，用於評估；美國海軍另外測試兩架，並命名為XTD3C-1。而後陸軍航空軍和海軍皆未簽訂後續生產合約。

## 型號
XPQ-15
陸軍航空軍版本，共4架
XTD3C-1
海軍版本，共2架，BuNos 29665-29666.

## 外部連結
- Photo of XPQ-15 model in Popular Science